# Бродерсен, Свенд
Свен Арвид Станислав Бродерсен (нем. Svend Arvid Stanislaw Brodersen; род. 22 марта 1997, Гамбург) — немецкий футболист, вратарь клуба «Иокогама». Участник летних Олимпийских игр 2020 в Токио.

## Клубная карьера
Бродерсен — воспитанник клубов «Аймсбюттель» и «Санкт-Паули». В 2015 году Свен дебютировал за дублирующий состав последнего. 8 февраля 2019 года в матче против «Кёльна» он дебютировал за основной состав во Второй Бундеслиге. Летом 2021 года на правах свободного агента Бродерсен подписал контракт с японским клубом «Иокогама». 9 августа в матче против «Нагоя Грампус» он дебютировал в Джей-лиге.

## Международная карьера
В 2017 году в составе молодёжной сборной Германии Бродерсен принял участие в молодёжном чемпионате мира в Южной Корее. На турнире он сыграл в матчах против команд Мексики, Вануату и Замбии.
В 2021 году в составе олимпийской сборной Германии Бродерсен принял участие в летних Олимпийских играх 2020 в Токио. На турнире он был запасным и на поле не вышел.